# 1594 en philosophie
Chronologie de la philosophie
- 1590
- 1591
- 1592
- 1593
- 1594
- 1595
- 1596
- 1597
- 1598

L’année 1594 a été marquée, en philosophie, par les événements suivants :

## Publications
- Marie de Gournay : Le Proumenoir de Monsieur de Montaigne.

## Naissances
- Marin Cureau de La Chambre, né à Saint-Jean-d'Assé en 1594 et mort à Paris le 29 décembre 1669, est un médecin et philosophe français, conseiller et médecin de Louis XIV.